# Birkózás a 2024. évi nyári olimpiai játékokon

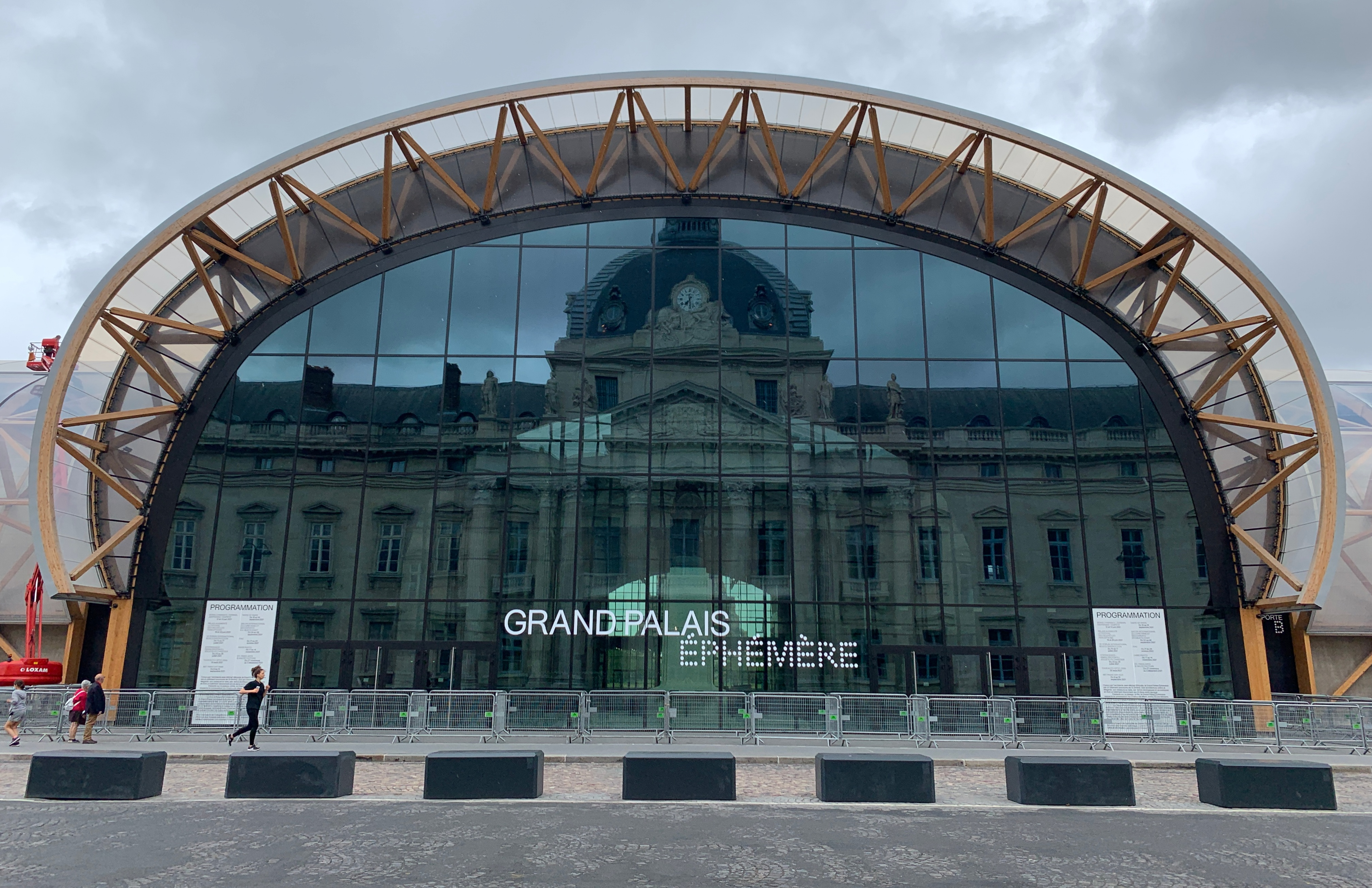
Grand Palais Éphémère

A 2024. évi nyári olimpiai játékokon a birkózásban 18 versenyszámban rendeztek mérkőzéseket augusztus 5. és 11. között. A nőknél 6 szabadfogású kategória volt, a férfiaknál 6 szabad-, és 6 kötöttfogású kategória. A mérkőzéseknek a Párizs belvárosában, a Champ-de-Marson felépített ideiglenes csarnok, a Grand Palais Éphémère adott otthont.

## Formátum
A versenyeket az előző olimpiához hasonlóan bonyolították le. Minden kategóriában a sportolók egyenes kieséses rendszerben vívták mérkőzéseiket a döntőig. A negyeddöntőben vereséget szenvedők a vigaszágon folytathatták a versengést, a vigaszág győztese is bronzéremben részesült.

## Időrend
| Ny | Nyolcaddöntők | N | Negyeddöntők | E | Elődöntők | V | Vigaszág | D | Döntő |

| Férfi                     | Férfi | Férfi | Férfi | Férfi | Férfi | Férfi | Férfi | Férfi | Férfi | Férfi | Férfi | Férfi | Férfi | Férfi | Férfi | Férfi | Férfi | Férfi | Férfi | Férfi | Férfi |
| augusztus                 | 5.    | 5.    | 5.    | 6.    | 6.    | 6.    | 7.    | 7.    | 7.    | 8.    | 8.    | 8.    | 9.    | 9.    | 9.    | 10.   | 10.   | 10.   | 11.   | 11.   | 11.   |
| ------------------------- | ----- | ----- | ----- | ----- | ----- | ----- | ----- | ----- | ----- | ----- | ----- | ----- | ----- | ----- | ----- | ----- | ----- | ----- | ----- | ----- | ----- |
| Férfi szabadfogású 57 kg  |       |       |       |       |       |       |       |       |       | Ny    | N     | E     | V     | V     | D     |       |       |       |       |       |       |
| Férfi szabadfogású 65 kg  |       |       |       |       |       |       |       |       |       |       |       |       |       |       |       | Ny    | N     | E     |       | V     | D     |
| Férfi szabadfogású 74 kg  |       |       |       |       |       |       |       |       |       |       |       |       | Ny    | N     | E     | V     | V     | D     |       |       |       |
| Férfi szabadfogású 86 kg  |       |       |       |       |       |       |       |       |       | Ny    | N     | E     | V     | V     | D     |       |       |       |       |       |       |
| Férfi szabadfogású 97 kg  |       |       |       |       |       |       |       |       |       |       |       |       |       |       |       | Ny    | N     | E     |       | V     | D     |
| Férfi szabadfogású 125 kg |       |       |       |       |       |       |       |       |       |       |       |       | Ny    | N     | E     | V     | V     | D     |       |       |       |
| Férfi kötöttfogású 60 kg  | Ny    | N     | E     | V     | V     | D     |       |       |       |       |       |       |       |       |       |       |       |       |       |       |       |
| Férfi kötöttfogású 67 kg  |       |       |       |       |       |       | Ny    | N     | E     | V     | V     | D     |       |       |       |       |       |       |       |       |       |
| Férfi kötöttfogású 77 kg  |       |       |       | Ny    | N     | E     | V     | V     | D     |       |       |       |       |       |       |       |       |       |       |       |       |
| Férfi kötöttfogású 87 kg  |       |       |       |       |       |       | Ny    | N     | E     | V     | V     | D     |       |       |       |       |       |       |       |       |       |
| Férfi kötöttfogású 97 kg  |       |       |       | Ny    | N     | E     | V     | V     | D     |       |       |       |       |       |       |       |       |       |       |       |       |
| Férfi kötöttfogású 130 kg | Ny    | N     | E     | V     | V     | D     |       |       |       |       |       |       |       |       |       |       |       |       |       |       |       |
| Női                       |       |       |       |       |       |       |       |       |       |       |       |       |       |       |       |       |       |       |       |       |       |
| augusztus                 | 5.    | 5.    | 5.    | 6.    | 6.    | 6.    | 7.    | 7.    | 7.    | 8.    | 8.    | 8.    | 9.    | 9.    | 9.    | 10.   | 10.   | 10.   | 11.   | 11.   | 11.   |
| Női szabadfogású 50 kg    |       |       |       | Ny    | N     | E     | V     | V     | D     |       |       |       |       |       |       |       |       |       |       |       |       |
| Női szabadfogású 53 kg    |       |       |       |       |       |       | Ny    | N     | E     | V     | V     | D     |       |       |       |       |       |       |       |       |       |
| Női szabadfogású 57 kg    |       |       |       |       |       |       |       |       |       | Ny    | N     | E     | V     | V     | D     |       |       |       |       |       |       |
| Női szabadfogású 62 kg    |       |       |       |       |       |       |       |       |       |       |       |       | Ny    | N     | E     | V     | V     | D     |       |       |       |
| Női szabadfogású 68 kg    | Ny    | N     | E     | V     | V     | D     |       |       |       |       |       |       |       |       |       |       |       |       |       |       |       |
| Női szabadfogású 76 kg    |       |       |       |       |       |       |       |       |       |       |       |       |       |       |       | Ny    | N     | E     |       | V     | D     |

## Összesített éremtáblázat
(A táblázatokban Magyarország és a rendező ország sportolói eltérő háttérszínnel, az egyes számoszlopok legmagasabb értéke vagy értékei vastagítással kiemelve.)
| A 2024. évi nyári olimpiai játékok éremtáblázata birkózásban | A 2024. évi nyári olimpiai játékok éremtáblázata birkózásban | A 2024. évi nyári olimpiai játékok éremtáblázata birkózásban | A 2024. évi nyári olimpiai játékok éremtáblázata birkózásban | A 2024. évi nyári olimpiai játékok éremtáblázata birkózásban | Olimpia  |
| ------------------------------------------------------------ | ------------------------------------------------------------ | ------------------------------------------------------------ | ------------------------------------------------------------ | ------------------------------------------------------------ | -------- |
|                                                              | Ország                                                       | Arany                                                        | Ezüst                                                        | Bronz                                                        | Összesen |
| 1.                                                           | Japán (JPN)                                                  | 8                                                            | 1                                                            | 2                                                            | 11       |
| 2.                                                           | Irán (IRI)                                                   | 2                                                            | 4                                                            | 2                                                            | 8        |
| 3.                                                           | Egyesült Államok (USA)                                       | 2                                                            | 2                                                            | 3                                                            | 7        |
| 4.                                                           | Bulgária (BUL)                                               | 2                                                            | 0                                                            | 0                                                            | 2        |
| 5.                                                           | Kuba (CUB)                                                   | 1                                                            | 1                                                            | 3                                                            | 5        |
| 6.                                                           | Grúzia (GEO)                                                 | 1                                                            | 1                                                            | 0                                                            | 2        |
| 7.                                                           | Üzbegisztán (UZB)                                            | 1                                                            | 0                                                            | 1                                                            | 2        |
| 8.                                                           | Bahrein (BRN)                                                | 1                                                            | 0                                                            | 0                                                            | 1        |
|                                                              |                                                              |                                                              |                                                              |                                                              |          |
| 9.                                                           | Ukrajna (UKR)                                                | 0                                                            | 2                                                            | 1                                                            | 3        |
| 10.                                                          | Kína (CHN)                                                   | 0                                                            | 1                                                            | 4                                                            | 5        |
| 10.                                                          | Kirgizisztán (KGZ)                                           | 0                                                            | 1                                                            | 4                                                            | 5        |
| 12.                                                          | Örményország (ARM)                                           | 0                                                            | 1                                                            | 1                                                            | 2        |
| 13.                                                          | Chile (CHI)                                                  | 0                                                            | 1                                                            | 0                                                            | 1        |
| 13.                                                          | Ecuador (ECU)                                                | 0                                                            | 1                                                            | 0                                                            | 1        |
| 13.                                                          | Kazahsztán (KAZ)                                             | 0                                                            | 1                                                            | 0                                                            | 1        |
| 13.                                                          | Moldova (MDA)                                                | 0                                                            | 1                                                            | 0                                                            | 1        |
|                                                              |                                                              |                                                              |                                                              |                                                              |          |
| 17.                                                          | Azerbajdzsán (AZE)                                           | 0                                                            | 0                                                            | 3                                                            | 3        |
| 18.                                                          | Albánia (ALB)                                                | 0                                                            | 0                                                            | 2                                                            | 2        |
| 18.                                                          | Észak-Korea (PRK)                                            | 0                                                            | 0                                                            | 2                                                            | 2        |
| 18.                                                          | Törökország (TUR)                                            | 0                                                            | 0                                                            | 2                                                            | 2        |
| 21.                                                          | Kolumbia (COL)                                               | 0                                                            | 0                                                            | 1                                                            | 1        |
| 21.                                                          | Dánia (DEN)                                                  | 0                                                            | 0                                                            | 1                                                            | 1        |
| 21.                                                          | Görögország (GRE)                                            | 0                                                            | 0                                                            | 1                                                            | 1        |
| 21.                                                          | India (IND)                                                  | 0                                                            | 0                                                            | 1                                                            | 1        |
| 21.                                                          | Norvégia (NOR)                                               | 0                                                            | 0                                                            | 1                                                            | 1        |
| 21.                                                          | Puerto Rico (PUR)                                            | 0                                                            | 0                                                            | 1                                                            | 1        |
|                                                              |                                                              |                                                              |                                                              |                                                              |          |
| Összesen                                                     | Összesen                                                     | 18                                                           | 18                                                           | 36                                                           | 72       |

## Férfi

### Szabadfogású birkózás
| A 2024. évi nyári olimpiai játékok érmesei férfi szabadfogású birkózásban |                                       |                                      |                                             |
| Versenyszám                                                               | Arany                                 | Ezüst                                | Bronz                                       |
| 57 kg                                                                     | Higucsi Rei · Japán (JPN)             | Spencer Lee · Egyesült Államok (USA) | Aman Sehrawat · India (IND)                 |
| 57 kg                                                                     | Higucsi Rei · Japán (JPN)             | Spencer Lee · Egyesült Államok (USA) | Gulomjon Abdullaev · Üzbegisztán (UZB)      |
| 65 kg                                                                     | Kiyooka Kotaro · Japán (JPN)          | Rahman Amouzad · Irán (IRI)          | Sebastian Rivera · Puerto Rico (PUR)        |
| 65 kg                                                                     | Kiyooka Kotaro · Japán (JPN)          | Rahman Amouzad · Irán (IRI)          | Islam Dudaev · Albánia (ALB)                |
| 74 kg                                                                     | Razambek Zhamalov · Üzbegisztán (UZB) | Takatani Daicsi · Japán (JPN)        | Kyle Dake · Egyesült Államok (USA)          |
| 74 kg                                                                     | Razambek Zhamalov · Üzbegisztán (UZB) | Takatani Daicsi · Japán (JPN)        | Chermen Valiev · Albánia (ALB)              |
| 86 kg                                                                     | Magomed Ramazanov · Bulgária (BUL)    | Hasszán Jazdani · Irán (IRI)         | Aaron Brooks · Egyesült Államok (USA)       |
| 86 kg                                                                     | Magomed Ramazanov · Bulgária (BUL)    | Hasszán Jazdani · Irán (IRI)         | Dauren Kurugliev · Görögország (GRE)        |
| 97 kg                                                                     | Akhmed Tazhudinov · Bahrein (BRN)     | Givi Matcharashvili · Grúzia (GEO)   | Magomedkhan Magomedov · Azerbajdzsán (AZE)  |
| 97 kg                                                                     | Akhmed Tazhudinov · Bahrein (BRN)     | Givi Matcharashvili · Grúzia (GEO)   | Amir Ali Azarpira · Irán (IRI)              |
| 125 kg                                                                    | Geno Petriasvili · Grúzia (GEO)       | Amir Hossein Zare · Irán (IRI)       | Taha Akgül · Törökország (TUR)              |
| 125 kg                                                                    | Geno Petriasvili · Grúzia (GEO)       | Amir Hossein Zare · Irán (IRI)       | Giorgi Meshvildishvili · Azerbajdzsán (AZE) |

### Kötöttfogású birkózás
| A 2024. évi nyári olimpiai játékok érmesei férfi kötöttfogású birkózásban |                                   |                                       |                                            |
| Versenyszám                                                               | Arany                             | Ezüst                                 | Bronz                                      |
| 60 kg                                                                     | Fumita Kenicsiró · Japán (JPN)    | Cao Li-kuo (Cao Liguo) · Kína (CHN)   | Dzsolaman Sarsenbekov · Kirgizisztán (KGZ) |
| 60 kg                                                                     | Fumita Kenicsiró · Japán (JPN)    | Cao Li-kuo (Cao Liguo) · Kína (CHN)   | Ri Szeung (Ri Se-ung) · Észak-Korea (PRK)  |
| 67 kg                                                                     | Saeid Esmaeili · Irán (IRI)       | Parviz Naszibov · Ukrajna (UKR)       | Hasrat Jafarov · Azerbajdzsán (AZE)        |
| 67 kg                                                                     | Saeid Esmaeili · Irán (IRI)       | Parviz Naszibov · Ukrajna (UKR)       | Luis Orta · Kuba (CUB)                     |
| 77 kg                                                                     | Kuszaka Nao · Japán (JPN)         | Demeu Zhadrayev · Kazahsztán (KAZ)    | Malkhas Amoyan · Örményország (ARM)        |
| 77 kg                                                                     | Kuszaka Nao · Japán (JPN)         | Demeu Zhadrayev · Kazahsztán (KAZ)    | Akzsol Mahmudov · Kirgizisztán (KGZ)       |
| 87 kg                                                                     | Szemen Novikov · Bulgária (BUL)   | Alireza Mohmadi · Irán (IRI)          | Zsan Belenyuk · Ukrajna (UKR)              |
| 87 kg                                                                     | Szemen Novikov · Bulgária (BUL)   | Alireza Mohmadi · Irán (IRI)          | Turpal Bisultanov · Dánia (DEN)            |
| 97 kg                                                                     | Mohammad Hadi Saravi · Irán (IRI) | Artur Aleksanyan · Örményország (ARM) | Gabriel Rosillo · Kuba (CUB)               |
| 97 kg                                                                     | Mohammad Hadi Saravi · Irán (IRI) | Artur Aleksanyan · Örményország (ARM) | Uzur Dzhuzupbekov · Kirgizisztán (KGZ)     |
| 130 kg                                                                    | Mijaín López · Kuba (CUB)         | Yasmani Acosta · Chile (CHI)          | Amin Mirzazadeh · Irán (IRI)               |
| 130 kg                                                                    | Mijaín López · Kuba (CUB)         | Yasmani Acosta · Chile (CHI)          | Meng Ling-csö (Meng Lingzhe) · Kína (CHN)  |

## Női

### Szabadfogású birkózás
| A 2024. évi nyári olimpiai játékok érmesei női szabadfogású birkózásban |                                            |                                           |                                                    |
| Versenyszám                                                             | Arany                                      | Ezüst                                     | Bronz                                              |
| 50 kg                                                                   | Sarah Hildebrandt · Egyesült Államok (USA) | Yusneylys Guzmán · Kuba (CUB)             | Szuszaki Jui · Japán (JPN)                         |
| 50 kg                                                                   | Sarah Hildebrandt · Egyesült Államok (USA) | Yusneylys Guzmán · Kuba (CUB)             | Feng Ce-csi (Feng Ziqi) · Kína (CHN)               |
| 53 kg                                                                   | Fudzsinami Akari · Japán (JPN)             | Lucía Yépez · Ecuador (ECU)               | Cshö Hjogjong (Choe Hyo-gyong) · Észak-Korea (PRK) |
| 53 kg                                                                   | Fudzsinami Akari · Japán (JPN)             | Lucía Yépez · Ecuador (ECU)               | Pang Csien-jü (Pang Qianyu) · Kína (CHN)           |
| 57 kg                                                                   | Szakurai Cugumi · Japán (JPN)              | Anastasia Nichita · Moldova (MDA)         | Helen Maroulis · Egyesült Államok (USA)            |
| 57 kg                                                                   | Szakurai Cugumi · Japán (JPN)              | Anastasia Nichita · Moldova (MDA)         | Hung Ko-hszin (Hong Kexin) · Kína (CHN)            |
| 62 kg                                                                   | Motoki Szakura · Japán (JPN)               | Irina Koljadenko · Ukrajna (UKR)          | Ajszuluu Tinibekova · Kirgizisztán (KGZ)           |
| 62 kg                                                                   | Motoki Szakura · Japán (JPN)               | Irina Koljadenko · Ukrajna (UKR)          | Grace Bullen · Norvégia (NOR)                      |
| 68 kg                                                                   | Amit Elor · Egyesült Államok (USA)         | Meerim Zsumanazarova · Kirgizisztán (KGZ) | Buse Tosun Çavuşoğlu · Törökország (TUR)           |
| 68 kg                                                                   | Amit Elor · Egyesült Államok (USA)         | Meerim Zsumanazarova · Kirgizisztán (KGZ) | Ozaki Nonoka · Japán (JPN)                         |
| 76 kg                                                                   | Kagami Júka · Japán (JPN)                  | Kennedy Blades · Egyesült Államok (USA)   | Milaimys Marín · Kuba (CUB)                        |
| 76 kg                                                                   | Kagami Júka · Japán (JPN)                  | Kennedy Blades · Egyesült Államok (USA)   | Tatiana Rentería · Kolumbia (COL)                  |